# Basket Lattes Montpellier Méditerranée Métropole Association
Maillots
Actualités
Le Basket Lattes Montpellier Méditerranée Métropole Association est un club féminin français de basket-ball appartenant à la Ligue féminine de basket, le plus haut niveau du championnat français. Il est basé dans la ville de Lattes, en banlieue de Montpellier.

## Historique
Le club est créé en 1974 par les frères Paul et Bernard Banuls. C'est alors la section basket du Foyer Rural de Maurin, Maurin étant un quartier de la ville de Lattes. Dans les années 1990, le club fusionne avec le Montpellier Basket Club et se renomme Basket Lattes Maurin Montpellier.
La partie élite du Basket Lattes Maurin Montpellier change de nom en 2002 pour prendre l’appellation Lattes Montpellier Agglomération Basket. En 2007, les parties amateur (qui avait gardé le nom de Basket Lattes Maurin Montpellier) et professionnelle se regroupent sous un même nom pour devenir le Basket Lattes Montpellier Agglomération. Le 1er janvier 2015, à la suite de la création de Montpellier Méditerranée Métropole, qui résulte du changement de statut de la communauté d'agglomération de Montpellier en métropole, le Basket Lattes Montpellier Agglomération laisse place au Basket Lattes Montpellier Méditerranée Métropole Association.
Les entraînements et les matchs ont toujours lieu sur les installations situées sur la commune de Lattes dont Maurin est un des quartiers. Le club est entravé dans son développent par une salle d'à peine 1 100 places devenue trop petite. Une nouvelle salle de 5 000 places doit être construite d'ici 2022 avec une utilisation conjointe par le club masculin de Montpellier Handball, près du stade de la Mosson.
Au printemps 2017, le club tourne une page de son histoire avec la retraite sportive de Gaëlle Skrela et les départs des entraîneurs Valéry Demory et Guy Prat pour le Lyon ASVEL.
En 2018, malgré une saison difficile en LFB, le retour comme directrice sportive d'Edwige Lawson-Wade donne de nouvelles ambitions au club qui recrute des joueuses confirmées comme Endy Miyem et Héléna Ciak. En juin 2018, la ville annonce la création d'une salle modulable de 5 à 6 000 places affectée en priorité au club du Montpellier Handball, champion d'Europe, mais qui pourra aussi être utilisée par le BLMA pour les compétitions européennes.
Présentes dès les 1/16ème de finale de la Coupe de France de la saison 2020-2021, les Gazelles ont su parfaitement gravir les obstacles pour rejoindre les 1/2. Après un exploit sur le parquet Berruyer, les Gazelles ont remporté le titre de “Vainqueur de la Coupe de France“ face à Charleville-Mézières, le cinquième de l’histoire du club.

## Supporters, blason, couleurs
Les supporters lattois, qui suivent leur équipe partout, se nomment les Jumpers.
Les Jumpers étaient initialement le club des supporters du feu Montpellier Paillade Basket.
Leur blason est bleu et blanc.
Le logo représente un kangourou bleu, des pattes un nez et des oreilles noirs. Ce kangourou, surnommé Jumpy, porte également un ballon orange entre ses mains.

### Évolution du logotype

Logotype du Basket Lattes Maurin Montpellier (1974-2002).
Logotype du Lattes Montpellier Agglomération Basket (2002-2006).
Logotype du Lattes Montpellier Agglomération Basket (2006-2007).
Logotype du Basket Lattes Montpellier Agglomération (2007-2014).
Logotype du Basket Lattes Montpellier Méditerranée Métropole Association (2015-2018).
Logotype du Basket Lattes Montpellier Méditerranée Métropole Association (depuis 2018).

## Palmarès

### National
- Championnat de France de LFB (2) : 
  - Champion : 2014, 2016[5].
  - Dauphin : 2008, 2012, 2013, 2017, 2019, 2021.
- Coupe de France (5) : 
  - Vainqueur : 2011[6], 2013[7], 2015[8], 2016[9], 2021.
- Match des champions (2) : 
  - Vainqueur : 2016, 2021.
  - Finaliste : 2014, 2015.
- Championnat de France de Nationale 1 (1) : 
  - Champion : 1999.
- Championnat de France de Nationale 2 (1) : 
  - Champion : 1996.

### International
- EuroCoupe : 
  - Finaliste : 2019.

### Equipes réserve et jeune
- Champion de France Nationale 2 (équipe réserve) : 1998 ;
- Champion de France Nationale 3 (équipe réserve) : 2000 ;
- Champion de France Cadette (Groupe B) : 2000.

## Saison 2024-2025
- Entraineur : Valéry Demory
- Assistant : Ahmed Mbombo Njoya

| Numéro | Nom                     | Née le           | Taille | Nationalité | Poste |
| 47     | Romane Bernies          | 27 juin 1993     | 1,70 m | France      | 1     |
| 33     | Nell Angloma            | 12 juin 2006     | 1,80 m | France      | 2     |
| 13     | Élodie Naigre           | 5 juin 1995      | 1,82 m | France      | 4     |
| 10     | Jasmine Bailey          | 14 février 1990  | 1,76 m | États-Unis  | 2     |
| 32     | Dulcy Fankam Mendjiadeu | 26 juillet 1999  | 1,93 m | Cameroun    | 4     |
| 25     | Marie-Michelle Milapie  | 6 février 1996   | 1,90 m | France      | 5     |
| 26     | Garance Rabot           | 4 juin 2002      | 1,79 m | France      | 3     |
| 1      | Ana Suarez-Utrero       | 10 octobre 1987  | 1,70 m | Espagne     | 1     |
|        | Talia Kovaka            | 23 novembre 2007 | 1,67 m | France      | 1     |
| 3      | Hortense Limouzin       | 1er juillet 1998 | 1,65 m | France      | 1-2   |
| 8      | Anouk Brun              | 10 avril 2006    | 1,72 m | France      | 1-2   |

### Entraîneurs
- 1996-1999 :  Jeff Dubreuil ;
- 1999 :  Didier Servant ;
- 2000-2003 :  Pierre Galle ;
- 2003-2005 :  Valérie Garnier ;
- 2005-2007 :  José Ruiz ;
- 2007-2017 :  Valéry Demory ;
- 2017-11/2018 :  Rachid Meziane
- 11/2018 - 2021 :  Thibaut Petit
- Juin/2021 - Septembre 2021 :  Stéphane Leite
- Septembre 2021- :  Valéry Demory ;

### Joueuses emblématiques
- Adriana Dos Santos
- Krissy Badé
- Élodie Bertal
- Géraldine Bertal

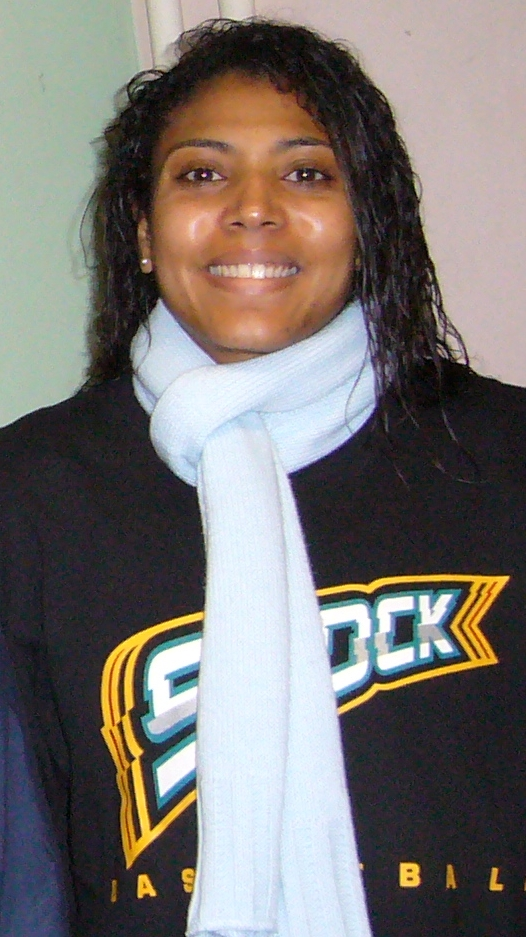
Cláudia das Neves en octobre 2007.

- Cláudia “Claudinha” das Neves
- Sandra Dijon
- Élodie Godin
- Renáta Hiráková
- Elena Karpova
- Caroline Kœchlin
- Edwige Lawson-Wade
- Kristen Mann
- Sarah Michel
- Endy Miyem
- Coco Miller
- Sami Whitcomb
- Kelly Miller
- Lœtitia Moussard
- María Samoroúkova
- Gaëlle Skrela
- Dominique Tonnerre